# Jetour X70
Jetour X70 — выпускаемый с 2018 года среднеразмерный кроссовер бренда Jetour компании Chery. Кроме базовой модели X70 имеет версии — более дорогая X70S, более дешёвая X70M, спортивная X70 Coupe, электромобиль X70S EV, с 2020 года обновленная версия X70 Plus.

## История

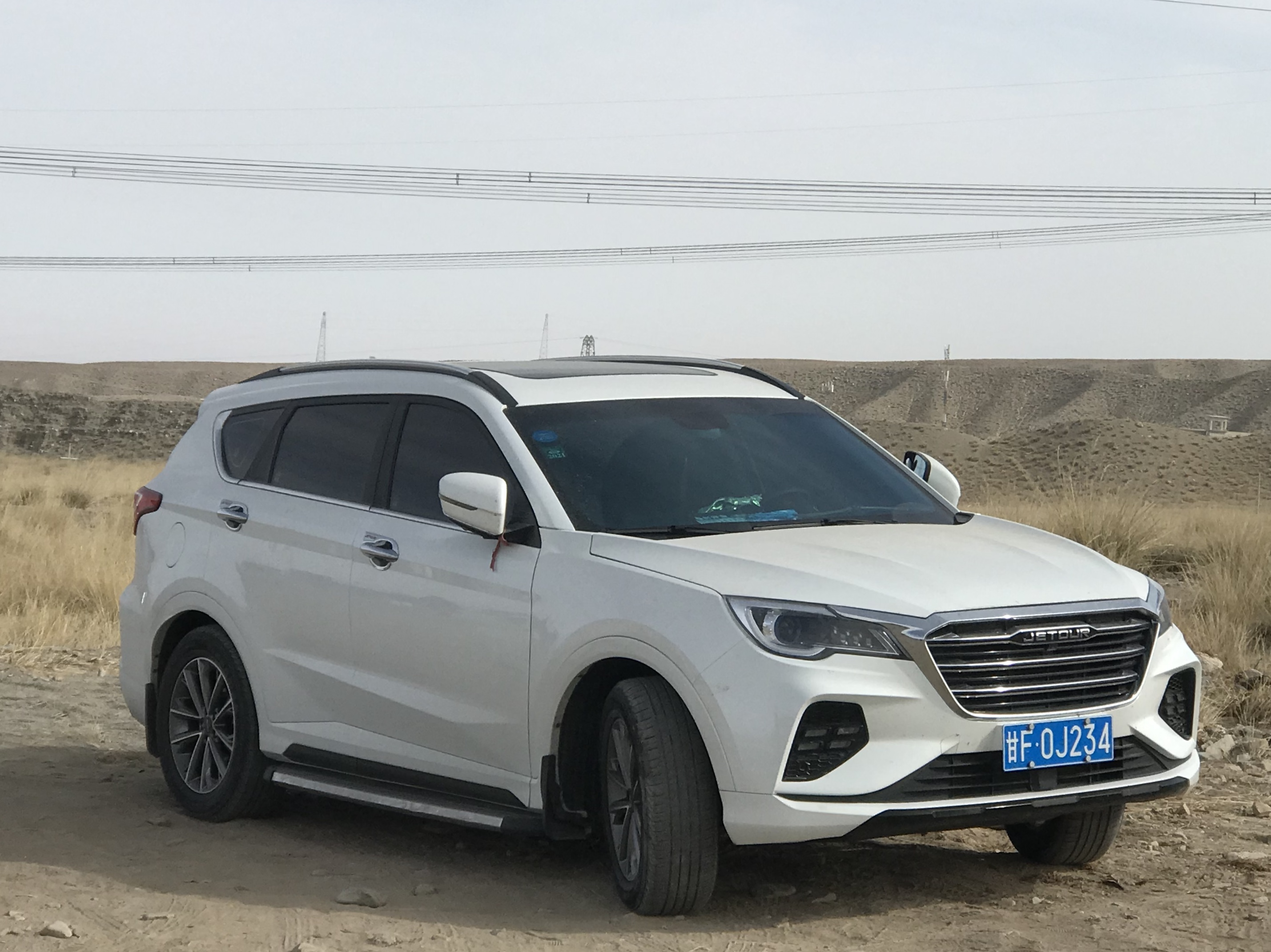
X70 до феслифта 2019 года

Модель X70 дебютировала летом 2018 года. Построен на одной архитектуре с Chery Tiggo 8 с тем же двигателем.
В сентябре 2018 года поступила в продажу по цене от 69 900 до 120 900 юаней.
В ноябре 2018 года на рынок вышла более дорогая версия X70S, внешне отличается лишь другой радиаторной решеткой, колёсными дисками оригинального дизайна и окрашенными в красный цвет тормозными суппортами, но версия получила полностью другое оформление интерьера. Длина новой версии составляет 4750 мм, что на 30 мм больше. Цена новой версии лежит в диапазоне от 76 900 до 127 900 юаней
В августе 2019 года произведён рестайлинг X70 и X70S — поменялись бампера, радиаторная решетка и оптика.
В 2019 году на Шанхайском автосалоне представлены спортивная версия Jetour X70 Coupe и электрическая X70S EV.
X70 Coupe — несмотря на слово «Coupe» в названии, не отличается по форме кузова от остальных автомобилей семейства X70, изменился лишь передний бампер и решётка радиатора окрашена в цвет кузова. Главное отличие техническое — кроме обычного 1,5-литрового турбомотора в паре с 6-ступенчатой «механикой» или 6-ступенчатым «роботом» для версии доступен 1,6-литровый турбомотор мощностью 197 л. с. в паре с 7-ступенчатой DCT. Версия поступила в продажу весной 2020 года по ценам от 109 000 до 129 000 юаней.
X70S EV — электроверсия. Внешне не отличается от Jetour X70S повторяет дизайн, через год на автосалоне в Гуанчжоу 2020 года представила обновленную версию X70S EV, дизайн передней части которой разработан исключительно для электрической модели. Оснащается электродвигателем мощностью 125 кВт (170 л. с.) с аккумулятором емкостью 56 кВт*ч (200 МДж),), что позволяет развивать максимальную скорость 140 км/ч, запас хода на одной зарядке на 401—450 километров по циклу NEDC. Цена в Китае от 177 900 до 199 900 юаней.
В марте 2020 года была выпущена версия X70M — как более доступный вариант серии X70, по цене от 64 900 до 89 900 юаней, внешне с другой решёткой радиатора и передним бампером. Двигатель и коробки передач стандартные — 1,5-литровый турбомотор мощностью 156 л. с. в паре с «механикой» или «роботом».

### X70 Plus
В сентябре 2020 года на Пекинском автосалоне в качестве «второго поколения» был представлен Jetour X70 Plus — престижный вариант X70, основанный на той же платформе, но отличающийся переработанным дизайном передней и задней частей: узкая оптика, крупная решётка радиатора восьмиугольной формы, другой капот и бамперы, сзади фары объединены между собой, крепление номерного знака расположено не на бампере, а на багажной двери. Помимо стандартного 1,5-литрового турбомотора мощностью 156 л. с. в паре с 6-ступенчатой «механикой» или 6-ступенчатым «роботом» доступен такой же как у Jetour X70 Coupe 1,6-литровый турбомотор мощностью 197 л. с. в паре с 7-ступенчатым «роботом». В 2023 году версия Jetour X70 Plus получила малозаметный фейслифт: решётка радиатора получила горизонтальные ламели вместо вертикальных. В Китае модель X70 Plus предлагается по цене 94 900 до 107 900 юаней.

## Галерея

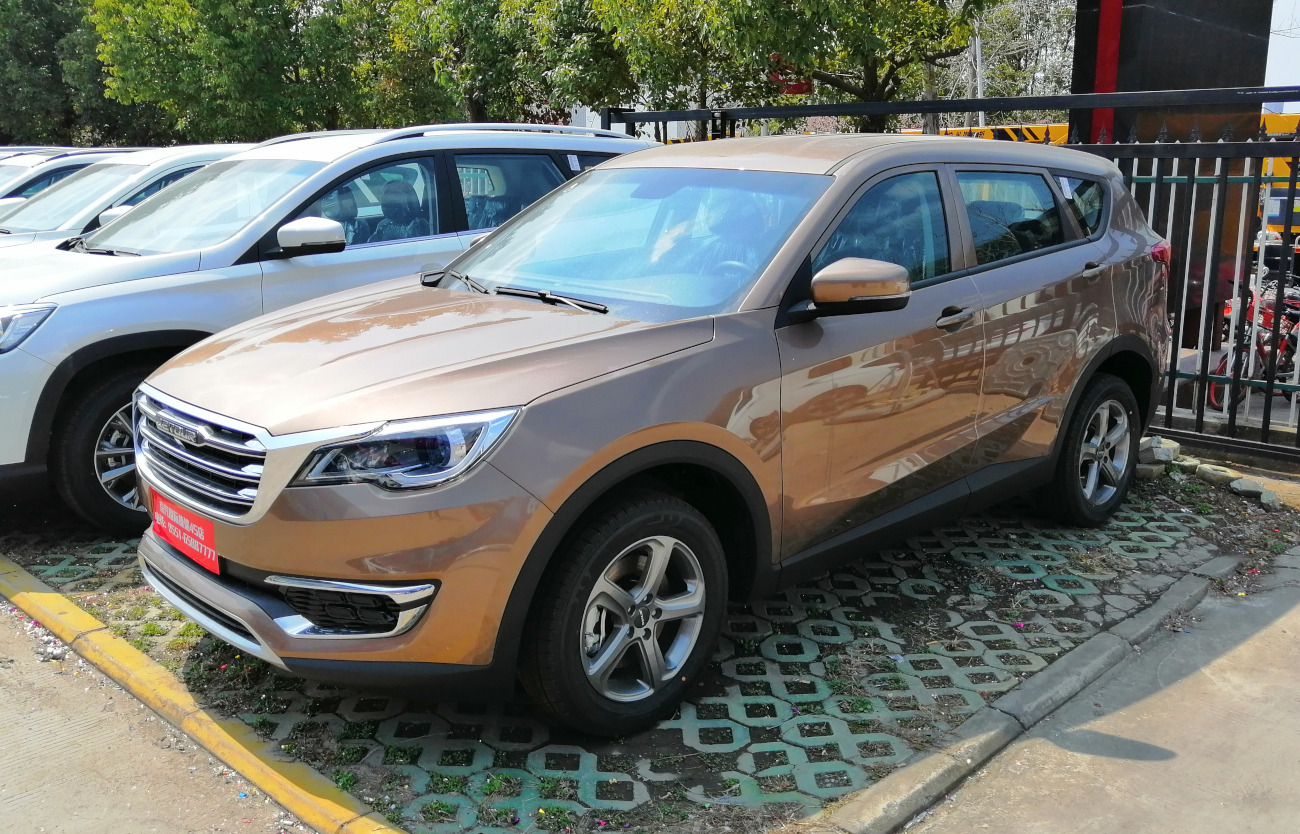
X70
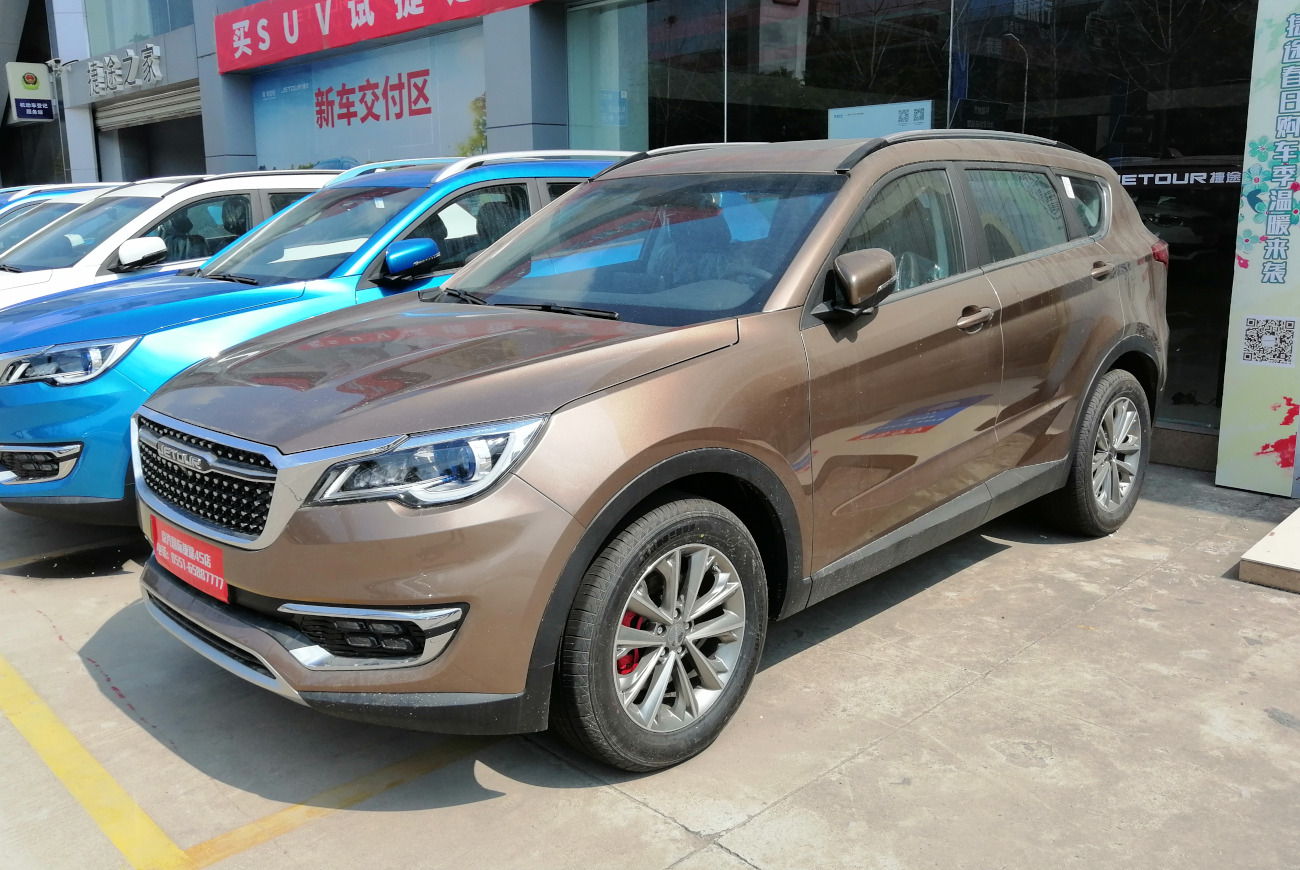
X70S
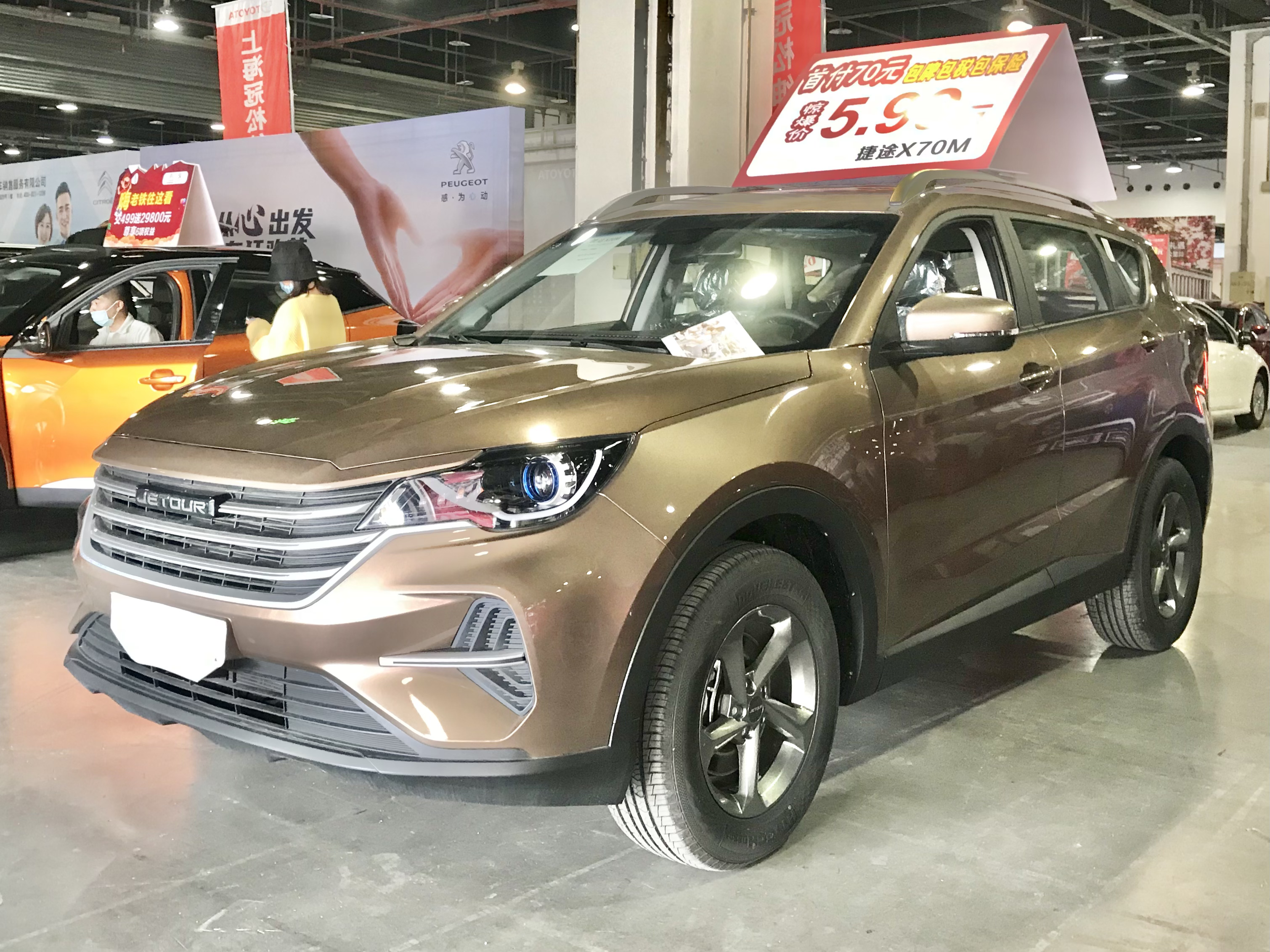
X70M
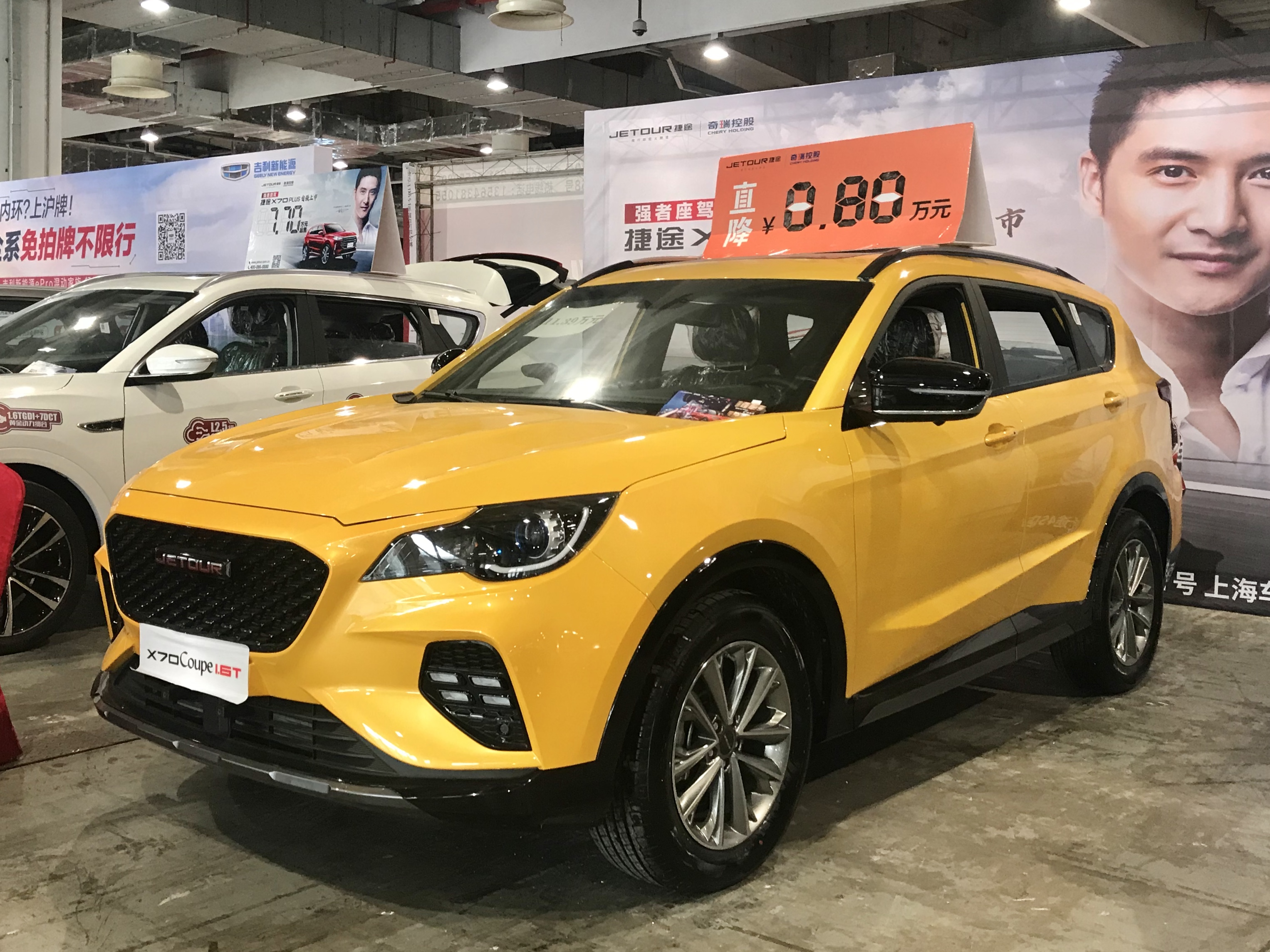
X70 Coupe
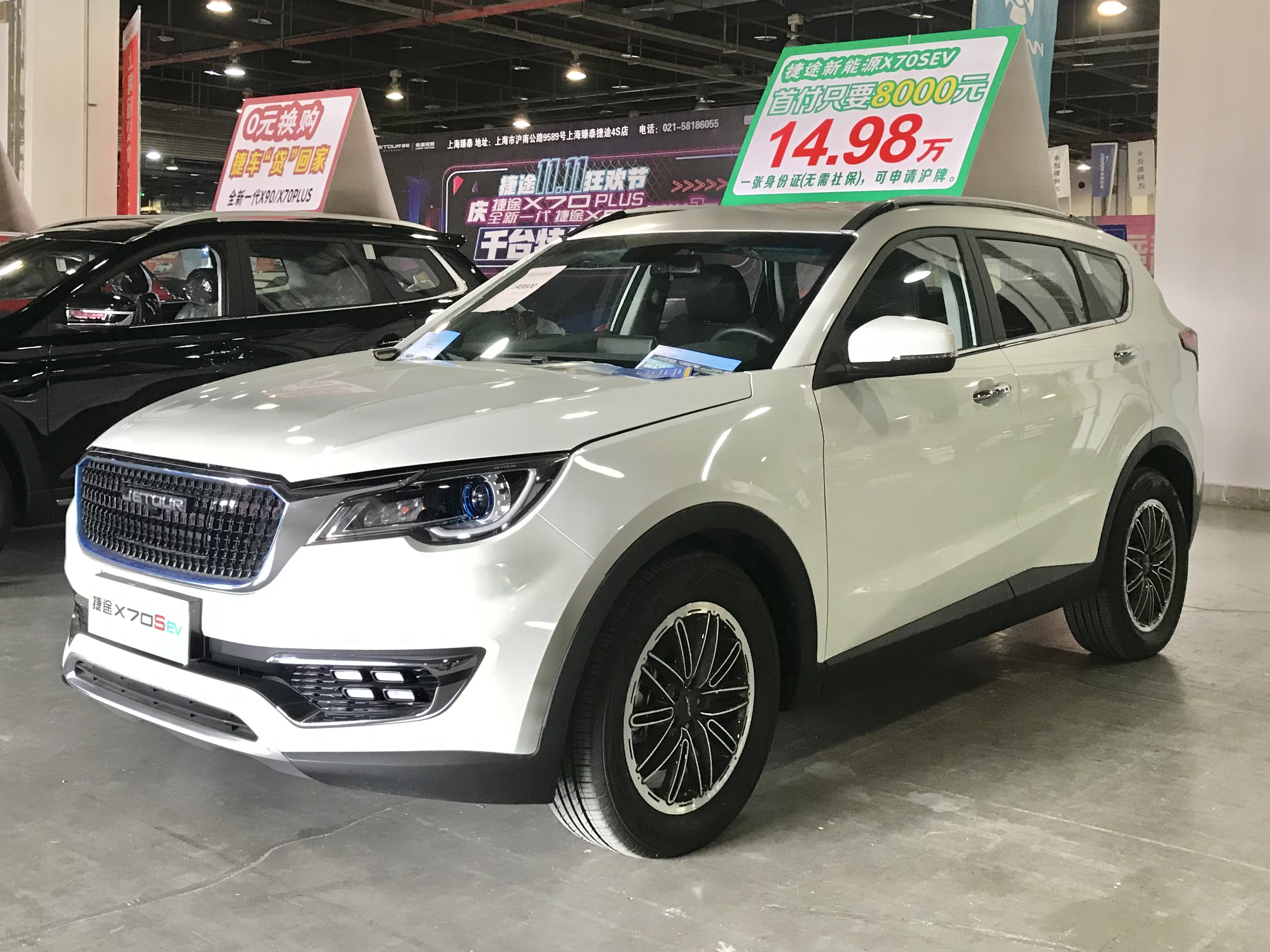
X70S EV
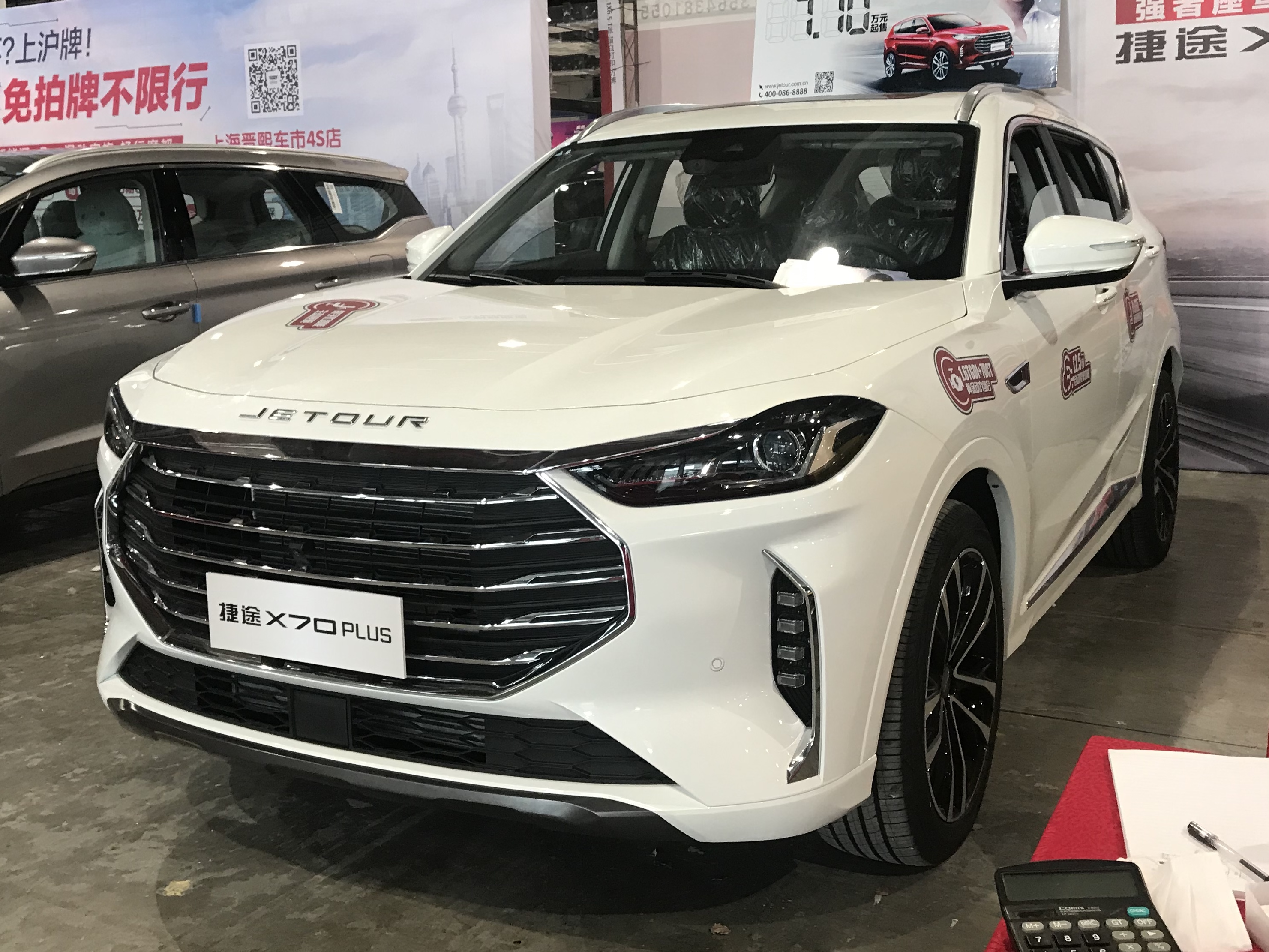
X70 Plus

## Технические характеристики
Переднеприводный кроссовер спроектирован на одной архитектуре с Chery Tiggo 8. Подвеска — спереди типа МакФерсон, сзади — многорычажная.
Стандартным для всех версий является двигатель SQRE4T15C: 1,5-литровый рядный четырехцилиндровый бензиновый двигатель с турбонаддувом мощностью 156 л. с.
Коробка передач — 6-ступенчатая «механика» или 6-ступенчатый «робот» с двойным сцеплением.
Опционально для версий X70 Coupe и X70 Plus доступен бензиновый турбомотор SQRF4J16 объёмом 1,6 литра мощностью 197 л. с. в паре с 6-ступенчатым «роботом».

## Продажи
По итогам 2019 года X70 продано 128 129 единиц (кстати, превысив показатель продаж Chery Tiggo 8, который за тот же период купили 116 494 единиц). Однако, уже в первое полугодие 2020 года продажи упали на 39 % (хотя продажи Chery Tiggo 8 снизились всего на 3 %), по итогу года составив 85 912 единицы, но с появлением X70 Plus в 2021 году выросли почти в два раза.
| Год  | Объём продаж |
| ---- | ------------ |
| 2018 | 40 009       |
| 2019 | 128 129      |
| 2020 | 85 912       |
| 2021 | 156 619      |
| 2022 | 97 356       |

## На рынке России
В начале 2023 года по схеме параллельного импорта неофициальные дилеры предлагали модель по цене от 2 150 000 рублей до 3 450 000 рублей.
Компания Jetour объявила о начале официальных продаж модели до конца 2023 года четырёх моделей, в том числе Jetour X70 Plus.